# سینتلا
سینتلا یک کتابخانه آزاد است که رویه‌های به منظور ویرایش متن با محوریت پیاده‌سازی ویژگیهای پیشرفته برای ویرایشگرهای کد منبع محیا می‌نماید.